# Mohammed-Awal Issah
Mohammed-Awal Issah (Accra, 4 aprile 1986) è un ex calciatore ghanese, di ruolo centrocampista.

## Carriera

### Club
Issah iniziò la carriera con la maglia del Real Sportive, per passare poi all'AmaZulu.
Il 10 ottobre 2008 iniziò un provino per la Stella Rossa. Il 1º gennaio 2009, lasciò lo AmaZulu e firmò per il club serbo.
Il 7 luglio 2011 fu reso noto il suo passaggio al Rosenborg, subordinato al superamento delle visite mediche. Durante la prima stagione, a causa di alcuni problemi famigliari, dovette spesso assentarsi per tornare in patria. Nella seconda stagione, ebbe invece poco spazio. Agli inizi del 2013, gli fu concesso di trovarsi un nuovo club, non rientrando nei piani del Rosenborg, tanto da essere esentato dal raduno pre-stagionale. Così, il 25 gennaio passò in prestito ai greci del Veria. A causa di alcuni problemi nel tesseramento, però, fece ritorno al Rosenborg nel mese di marzo. Nel luglio 2013 è poi ritornato all'AmaZulu.

## Palmarès

### Club

#### Competizioni nazionali
- Coppa di Serbia: 1

Stella Rossa: 2009-2010